# Radio Mitre Rosario
Radio Mitre Rosario, es una emisora de radio argentina afiliada a Radio Mitre AM 790 que transmite en el 96.5 MHz de FM desde la ciudad de Rosario. Es una emisora del Grupo Clarín, y cuenta con periodistas en la provincia de Santa Fe, conocida por su programación variada que incluye noticias, entretenimiento y análisis de la actualidad. 
La programación local principal fue ganadora de múltiples premios a nivel provincial y nacional.

## Premios Martín Fierro Federal de Oro
| Temporada (año) y lugar de la ceremonia            | Fecha de entrega          | Fotografía | Premiado                      | Rubro        | Medio               | Ciudad y Provincia | Resultado |
| -------------------------------------------------- | ------------------------- | ---------- | ----------------------------- | ------------ | ------------------- | ------------------ | --------- |
| 2018 (Río Hondo, Provincia de Santiago del Estero) | sábado 6 de julio de 2019 |            | El Puente                     | Periodístico | Radio Mitre Rosario | Santa Fe           | Ganador   |
| 2021 (La Boca, Ciudad Autónoma de Buenos Aires)    | sábado 4 de marzo de 2023 |            | Mitre Informa Primero Rosario | Informativo  | Radio Mitre Rosario | Santa Fe           | Ganador   |